# Телашчица

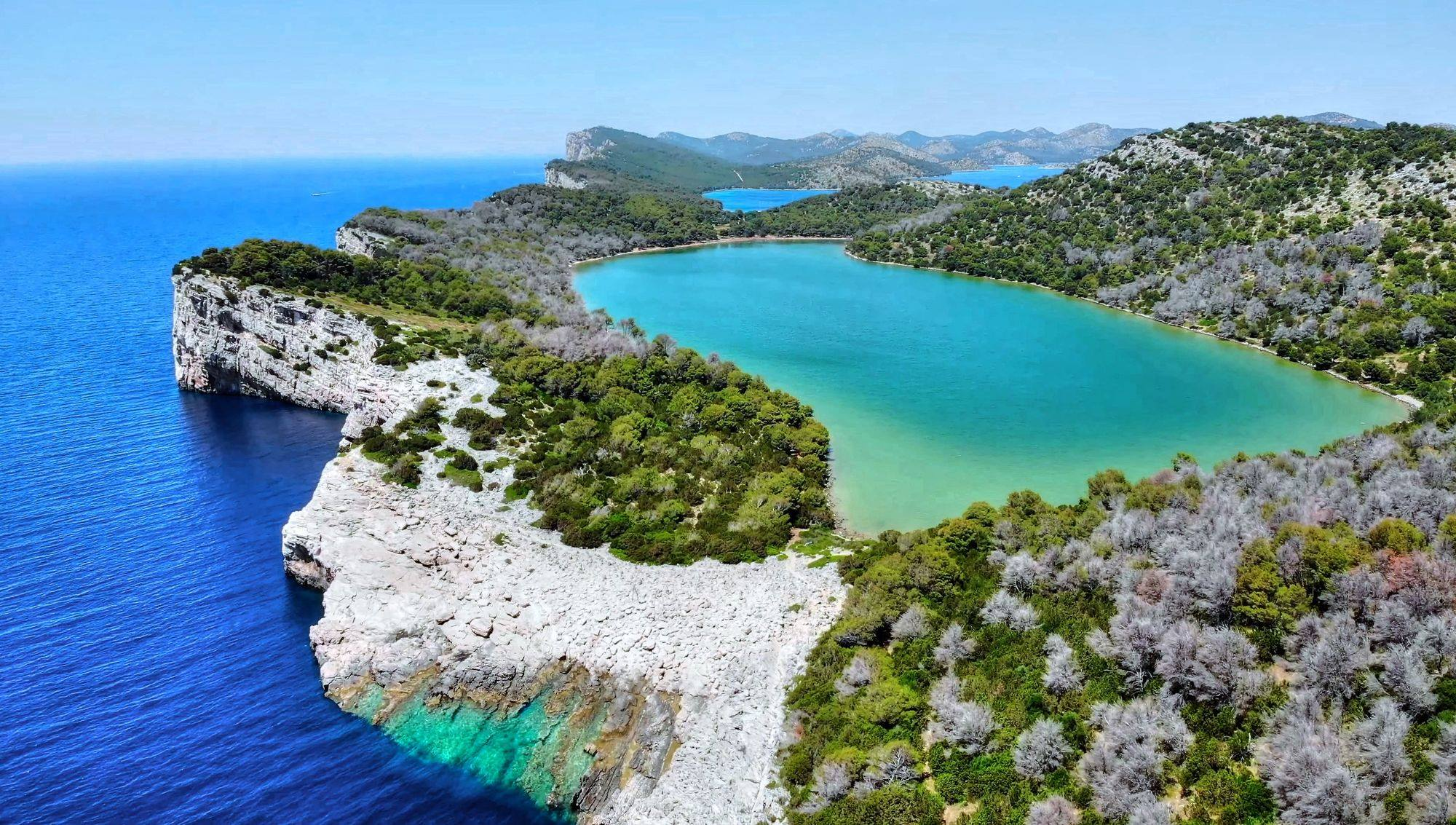
Телашчица

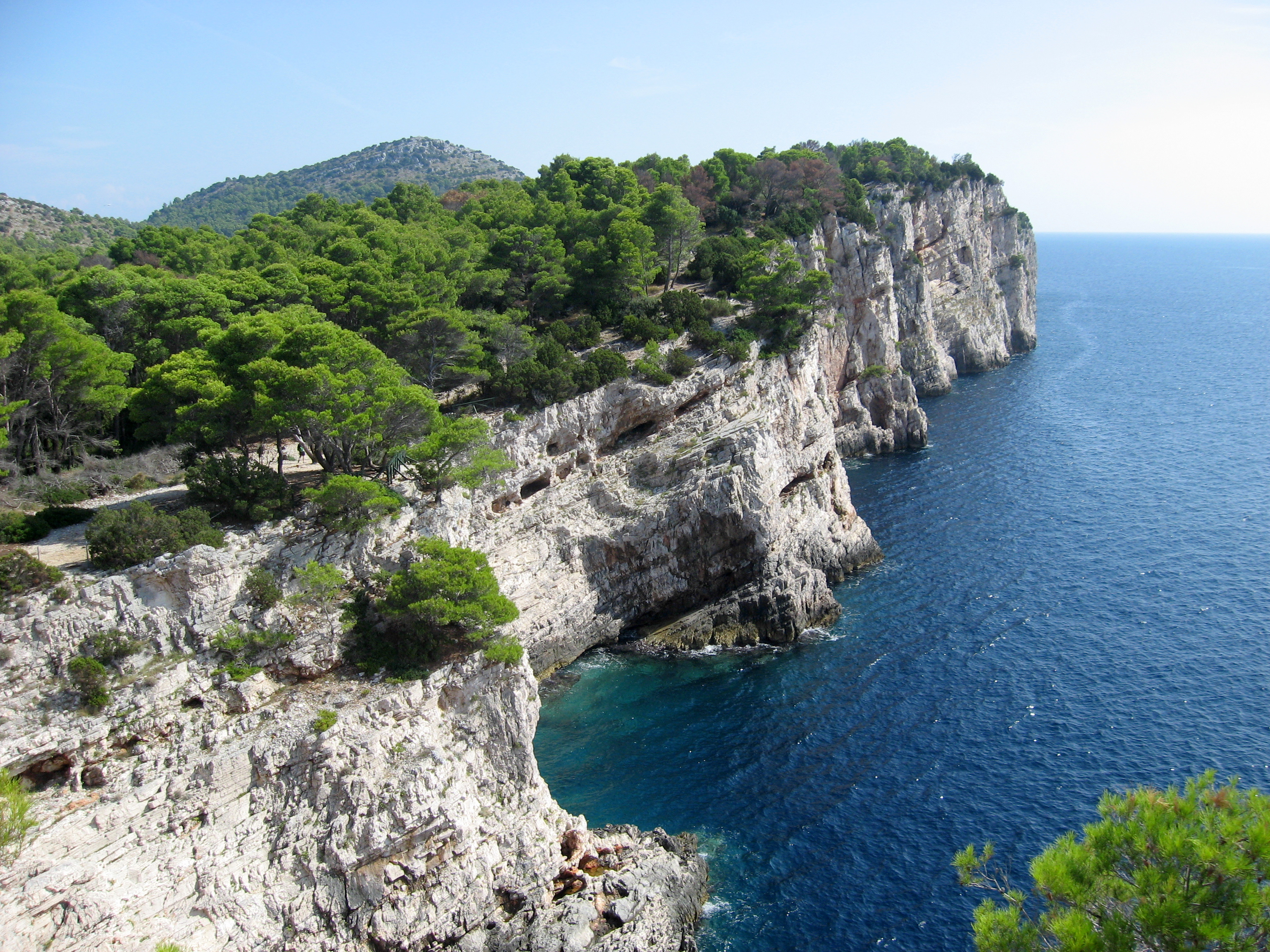
Скалы западного берега

Телашчица (хорв. Telašćica) — природный парк в Хорватии в юго-восточной части острова Дуги-Оток, расположенный вокруг одноимённой бухты. Территория парка также включает в себя 13 небольших островов возле Дуги-Отока и 6 островов внутри самой бухты Телашчица. Общая площадь парка — 70,5 км², из которых 25,95 км² на суше (Дуги-Оток и мелкие острова) и 44,55 км² морской акватории. Парк основан в 1988 году.
Бухта Телашчица, глубоко вдающаяся в Дуги-Оток, одна из самых больших бухт Адриатики с сильно изрезанным побережьем. В бухте 25 небольших заливов, общая длина берега внутри Телашчицы 69 км. Бухта ограничена двумя полуостровами с резко различным характером побережья: на восточном полуострове берег, как и внутри самой бухты, пологий, с большим количеством пляжей; в то время как западное побережье природного парка примечательно отвесными скалами, обрывающимися в море. Высота скал доходит до 160 метров над уровнем моря, вертикальные участки скал доходят до 90 метров. В скалах западной части природного парка гнездится множество птиц.

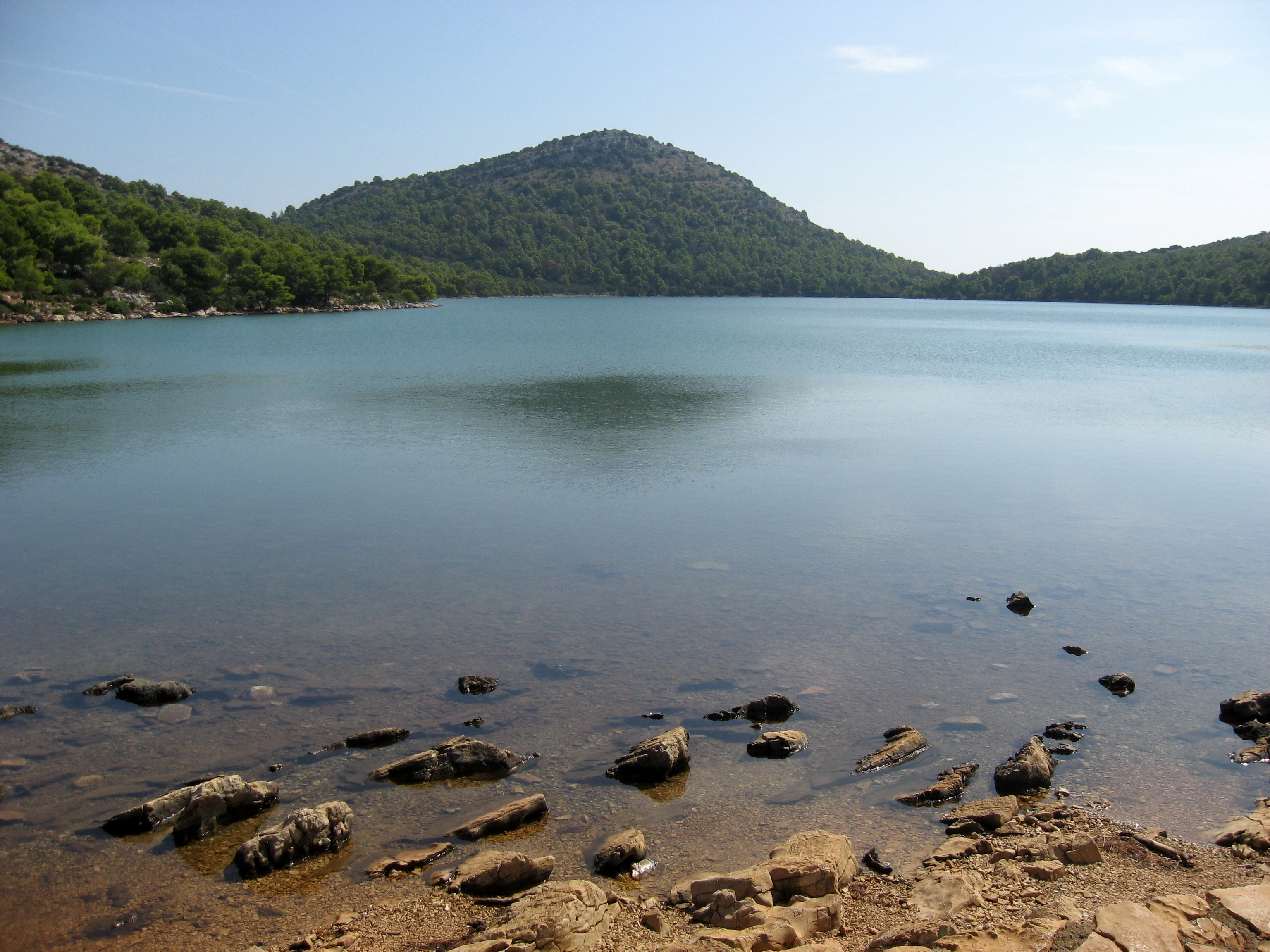
Озеро Мир

Одна из наиболее известных природных достопримечательностей парка — солёное озеро Мир, отделённое от моря и от бухты Телашчица высокими холмистыми грядами. Вода в озере чуть более солёная, чем в море, ил известен своими целебными свойствами.
Флора и фауна парка разнообразна и находится под охраной. Насчитывается до 300 видов растений на суше и столько же в море. В парке есть несколько ферм по разведению ослов, осёл стал своеобразным символом парка.
Посещение парка платное, визит возможен как по морю, так и по суше. Сухопутный въезд расположен в 5 километрах от посёлка Сали, крупнейшего населённого пункта Дуги-Отока.